# آیین ویلیام پروان
آیین ویلیام پروان (انگلیسی: Iain Provan; ۶ مهٔ ۱۹۵۷ – ) پژوهشگر عهد عتیق اهل بود. اکنون در کانادا زندگی می‌کند. او از سال ۱۹۹۷ تا زمان بازنشستگی در ۳۱ دسامبر ۲۰۲۲، استاد مطالعات کتاب مقدس مارشال شپرد در کالج ریجنت در ونکوور بود.